# Нагольное (Старооскольский городской округ)
Нагольное — село в Старооскольском городском округе Белгородской области. Вхолит в состав Городищенской сельской территории. Находится в 40 км от Старого Оскола.

## История
В 20-30-х годах XIX века земли села Нагольное принадлежали графу Орлову-Давыдову и назывались они Нагульным, от слова «нагуливать», из‑за того, что здесь был большой выпас скота, и сюда выгоняли пасти его. В 1890 году граф Орлов-Давыдов построил в Нагольном дом, в котором стал жить его управляющий.
23 мая 1928 года постановлением Воронежского губисполкома был образован Шаталовский район, в который вошло село Нагольное. В 1929 году в Нагольном открылась начальная школа для обучения детей. Она была открыта в доме бывшего управляющего графа Орлова-Давыдова. В 1930 году был создан колхоз «Серп и Молот».
В 1954 году образована Белгородская область, в неё вошёл Шаталовский район с селом Нагольное. 1 февраля 1963 года Указом Президиума Верховного совета РСФСР был ликвидирован Шаталовский район. Нагольное вошло в состав Старооскольского района Белгородской области.
В январе 1979 года в селе Нагольное было 315 жителей, через десять лет остался 221 человек. В 1997 году в Нагольном насчитывалось 107 домовладений и 260 жителей.

## Население
| 2002 | 2010 |
| ---- | ---- |
| 236  | ↘192 |